# Jordan Farmar
Jordan Robert Farmar (ur. 30 listopada 1986 w Los Angeles) – amerykański koszykarz, występujący na pozycji rozgrywającego, dwukrotny mistrz NBA.

## Kariera
Jordan studiował na Uniwersytecie Kalifornijskim, czyli UCLA. Grał w tamtejszej drużynie Bruins, z którą dotarł w 2006 do meczu finałowego rozgrywek NCAA. Do NBA został wybrany z 26. numerem w drafcie 2006 przez Lakers. W pierwszym sezonie był rezerwowym rozgrywającym, zmiennikiem Smusha Parkera. Zagrał też 3 mecze w D-League, w zespole Los Angeles D-Fenders. 31 marca 2007 roku stał się pierwszym graczem w historii, który tego samego dnia zagrał w meczu D-League (przeciwko Anaheim Arsenal) i NBA (przeciwko Sacramento Kings). 15 kwietnia 2007 roku zadebiutował w pierwszej piątce Lakers, był też podstawowym rozgrywającym w play-offs, gdzie Lakers ulegli w pierwszej rundzie Phoenix Suns.
W swym drugim sezonie ponownie rozpoczynał mecze na ławce, gdyż do zespołu dołączył z Utah Jazz Derek Fisher. 28 lutego 2008 Jordan zdobył rekordowe w karierze w NBA 24 punkty w meczu przeciwko Miami Heat. Rezerwowym był też w trzecim sezonie, kiedy z Lakers sięgnął po mistrzostwo NBA. Przed sezonem 2010/2011 podpisał kontrakt z Brooklyn Nets. 2 lipca 2012 został wymieniony do Atlanta Hawks. 
9 lipca 2014, jako wolny agent, podpisał kontrakt z Los Angeles Clippers.
21 marca 2016 podpisał 10-dniową umowę z klubem Memphis Grizzlies. 2 listopada 2016 zawarł kontrakt z Sacramento Kings. Został zwolniony 7 listopada, po rozegraniu dwóch spotkań sezonu regularnego.

## Osiągnięcia
Stan na 22 marca 2016, na podstawie, o ile nie zaznaczono inaczej.
Szkoła średnia
- Zawodnik Roku Szkół średnich w USA według Los Angeles Times (2004)
- Zaliczony do:
  - McDonald's All-American (2004)
  - II składu Parade All-American (2004)
- Uczestnik meczu wschodzących gwiazd:
  - Nike Hoop Summit (2004)[9]
  - McDonald’s All-American (2004)[10]

NCAA
- Uczestnik:
  - NCAA Final Four (2006)
  - turnieju NCAA (2005, 2006)
- Mistrz:
  - sezonu regularnego konferencji Pac-10 (2006)
  - turnieju konferencji Pac-10 (2006)
- Najlepszy pierwszoroczny zawodnik:
  - NCAA według Rivals.com (2005)
  - konferencji Pac-10 (2005)[11]
- Zaliczony do:
  - I składu:
    - pierwszoroczniaków konferencji Pac-10 (2005)
    - konferencji Pac-10 (2006)
    - turnieju konferencji Pac-10 (2006)
    - NCAA Final Four (2006 przez AP)[12]

  - składu Honorable-Mention konferencji Pac-10 (2005)

NBA
- Mistrz NBA (2009, 2010)
- Wicemistrz NBA (2008)
- Uczestnik Rookie Challenge (2007, 2008)

Inne
- Finalista Pucharu Prezydenta Turcji (2012)
- MVP 3. kolejki rozgrywek Euroligi (2011/12)
- Uczestnik meczu gwiazd tureckiej ligi TBL (2013)

## Statystyki
Na podstawie Basketball-Reference.com (ang.)

### Sezon regularny
| Sezon   | Drużyna       | M   | S5 | MPG  | FG%   | 3P%   | FT%   | RPG | APG | SPG | BPG | PPG  |
| ------- | ------------- | --- | -- | ---- | ----- | ----- | ----- | --- | --- | --- | --- | ---- |
| 2006/07 | L.A. Lakers   | 72  | 2  | 15,1 | 42,2% | 32,8% | 71,1% | 1,7 | 1,9 | 0,6 | 0,1 | 4,4  |
| 2007/08 | L.A. Lakers   | 82  | 0  | 20,6 | 46,1% | 37,1% | 67,9% | 2,2 | 2,7 | 0,9 | 0,1 | 9,1  |
| 2008/09 | L.A. Lakers   | 65  | 0  | 18,3 | 39,1% | 33,6% | 58,4% | 1,8 | 2,4 | 0,9 | 0,2 | 6,4  |
| 2009/10 | L.A. Lakers   | 82  | 0  | 18,0 | 43,5% | 37,6% | 67,1% | 1,6 | 1,5 | 0,6 | 0,1 | 7,2  |
| 2010/11 | New Jersey    | 73  | 18 | 24,6 | 39,2% | 35,9% | 82,0% | 2,4 | 5,0 | 0,8 | 0,1 | 9,6  |
| 2011/12 | New Jersey    | 39  | 5  | 21,3 | 46,7% | 44,0% | 90,5% | 1,6 | 3,3 | 0,6 | 0,1 | 10,4 |
| 2013/14 | L.A. Lakers   | 41  | 5  | 22,2 | 41,5% | 43,8% | 74,6% | 2,5 | 4,9 | 0,9 | 0,2 | 10,1 |
| 2014/15 | L.A. Clippers | 36  | 0  | 14,7 | 38,6% | 36,1% | 90,9% | 1,2 | 1,9 | 0,6 | 0,1 | 4,6  |
| 2015/16 | Memphis       | 12  | 10 | 24,3 | 42,0% | 35,6% | 100%  | 2,1 | 3,1 | 1,3 | 0,2 | 9,2  |
| 2016/17 | Sacramento    | 2   | 0  | 17,5 | 33,3% | 44,4% | –     | 1,5 | 4,5 | 1,0 | 0,0 | 6,0  |
| Razem   |               | 504 | 40 | 19,5 | 42,3% | 37,4% | 73,9% | 1,9 | 2,9 | 0,8 | 0,1 | 7,7  |

### Play-offy
| Sezon | Drużyna     | M  | S5 | MPG  | FG%   | 3P%   | FT%   | RPG | APG | SPG | BPG | PPG |
| ----- | ----------- | -- | -- | ---- | ----- | ----- | ----- | --- | --- | --- | --- | --- |
| 2007  | L.A. Lakers | 5  | 5  | 22,8 | 42,9% | 20,0% | 85,7% | 2,8 | 1,6 | 1,2 | 0,2 | 6,4 |
| 2008  | L.A. Lakers | 21 | 0  | 17,1 | 38,3% | 38,6% | 87,5% | 1,6 | 1,3 | 0,3 | 0,2 | 5,7 |
| 2009  | L.A. Lakers | 20 | 1  | 13,0 | 39,1% | 30,8% | 73,7% | 1,4 | 1,7 | 0,5 | 0,2 | 4,7 |
| 2010  | L.A. Lakers | 23 | 0  | 13,1 | 40,4% | 40,0% | 69,2% | 1,2 | 1,4 | 0,7 | 0,0 | 4,6 |
| 2016  | Memphis     | 4  | 4  | 28,3 | 32,3% | 33,3% | 100%  | 1,5 | 4,0 | 0,8 | 0,3 | 6,8 |
| Razem |             | 73 | 10 | 15,7 | 38,9% | 35,5% | 79,3% | 1,5 | 1,6 | 0,6 | 0,1 | 5,2 |